# La barca de Guaymas
La Barca de Guaymas es una canción e himno no oficial de la ciudad de Guaymas, interpretada por varios artistas como: Pedro Infante, Lola Beltrán, Pedro Vargas, Antonio Aguilar, Vicente Fernández, Miguel Aceves Mejía, Linda Ronstadt, Pedrito Fernández, Tehua y el Trío Calaveras. Su autor es anónimo y su dominio público. 
El que sí fue músico y compositor era Carlos Wenceslao López Portillo (1898-1977), oriundo de Álamos Sonora, quien muy probablemente sea el autor de "La Barca de Guaymas", creador además de otras piezas, entre ellas una polca llamada "1918", A Balvarenita, Ay me lastimas, Gracielita, Juntitos, La Paisana, Norma, Tenme Compasión, Tócame a la ventana, entre otras.
Existe una versión de que el origen de esta canción se encuentra en Colombia. "Barcarola" fue compuesta por los colombianos Eduardo Echeverría y Eduardo Cadavid, y luego de años, en México, un arreglista desconocido modificó la letra, lentificó el tempo, y cambió el título.
La interpretación de "Barcarola" (base de "La barca de Guaymas", según la citada versión), a cargo del dueto colombiano integrado por José Moriche y Antonio P. Utrera en 1926 para la RCA Victor está en la plataforma de videos YouTube.
La canción "La barca de Guaymas" está inmortalizada en una placa al pie del Monumento al Pescador, en el malecón de Guaymas.

### Letra
Al golpe del remo

se agita en las olas
ligera la barca
Y al ruido del agua
se ahonda mi pena,
solloza mi alma.
Por tantos pesares,
mi amor angustiado,
llorando te llama.
Si te hallas muy lejos
y sola, muy sola
se encuentra mi alma.
Alegre viajero
que tornas al puerto
de tierras lejanas
Yo soy el marino
que alegre de Guaymas
salió una mañana.
¿Qué extraño piloto
condujo tu barca
sin vela y sin ancla?
¿De qué región vienes
que has hecho pedazos
Tus velas tan blancas?
Te fuiste cantando
y hoy vuelves trayendo
la muerte en el alma.
Yo soy el marino
que alegre de Guaymas
salió una mañana,
llevando en mi barca
como ave piloto
mi dulce esperanza.
Por mares ignotos
mis santos anhelos
hundió la borrasca,
Por eso están rotas
las velas y traigo
la muerte en el alma.
Te fuiste cantando
y hoy vuelves trayendo

la muerte en el alma.